# Brandnetelbladgalmug
De brandnetelbladgalmug (Dasineura urticae) (ook gespeld als Dasyneura urticae, syn. Perrisia urticae en Cecidomyia urticae) is een muggensoort uit de familie van de galmuggen (Cecidomyiidae). De wetenschappelijke naam van de soort is voor het eerst geldig gepubliceerd in 1840 door Perris.

## Uiterlijk
De mug zelf is klein, niet erg opvallend en moeilijk te onderscheiden van andere muggen.
De door de galmug veroorzaakte gal is 3-8 mm groot en ontwikkelt zich in bladaderen, op de bladstelen, bloemstelen en soms de stengel van Urtica dioica (Grote brandnetel) en Urtica urens (Kleine brandnetel). 
De gallen zijn onregelmatig van vorm, glad, vaak glanzend en gekleurd, van paarsachtig tot lichtgroen. Ze hebben 
verdikte wanden en een spleetvormige opening, meestal aan de onderkant. Ze vertonen diverse vormen, afhankelijk van 
de plaats op de plant waar ze zitten en of er meerdere gallen zijn samengevloeid.   

## Levenscyclus
De galmug kiest een goede brandnetel voor haar eieren. In elke gal zijn één of meerdere witte larven te vinden die zich voeden met plantweefsel.
De gallen worden op z'n vroegst gevonden in mei en rijpen in de herfst. Op dat moment verlaten de larven de gal
en verpoppen ze in de grond. De volwassenen komen in het volgende voorjaar uit en de cyclus begint opnieuw.
In de gallen worden ook regelmatig larven gevonden van vliegen die de gallen en/of de galmuglarven eten. 

## Verspreiding
De brandnetelbladgalmug komt in heel Europa voor en is ook in Nederland niet zeldzaam.

## Afbeeldingen

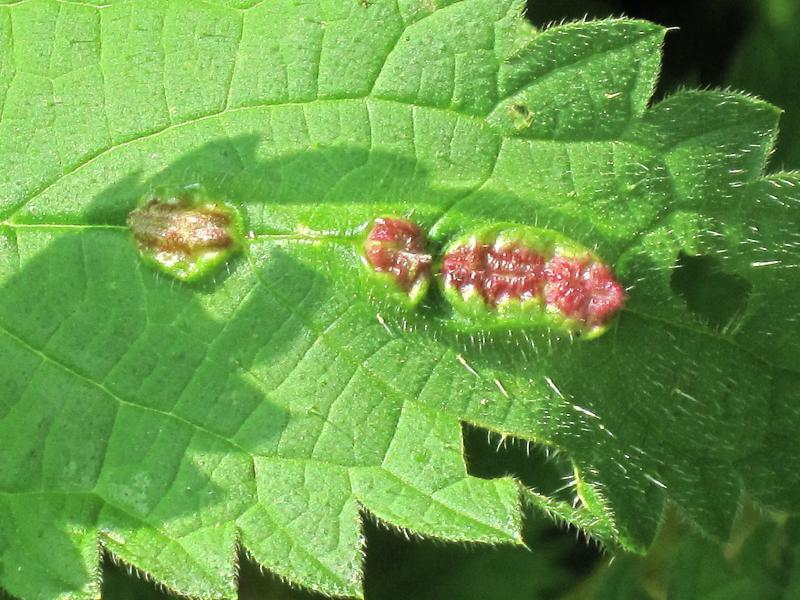
Gallen op nerf van brandnetelblad
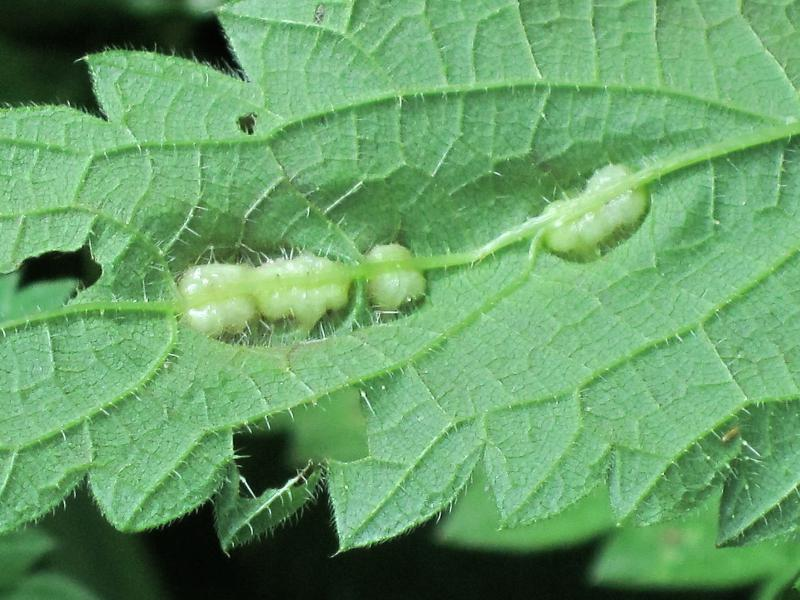
Onderkant van hetzelfde blad